# Amerikansk duvhök
Amerikansk duvhök (Astur atricapillus) är en fågel i familjen hökar inom ordningen hökfåglar.

## Utbredning och systematik
Amerikansk duvhök förekommer i Nordamerika och nordvästra Mexiko. Den delas in i tre underarter med följande utbredning:
- Astur atricapillus atricapillus – Nordamerika (förutom sydvästra Kanada, sydvästra USA och nordvästra Mexiko
- Astur atricapillus laingi – öar utanför British Columbia i sydvästra Kanada
- Astur atricapillus apache – sydvästra USA och nordvästra Mexiko

### Artstatus
Fågeln kategoriseras traditionellt som en del av duvhöken (A. gentilis). Sedan 2023 urskiljer dock International Ornithological Congress den som en egen art, baserat på skillnader i läten, morfologi och DNA.

### Släktestillhörighet
Duvhöken (och därmed amerikansk duvhök) placeras traditionellt i släktet Accipiter. DNA-studier visar dock att den  faktisk står närmare kärrhökarna i Circus än typarten för Accipiter, den europeiska sparvhöken (Accipiter ninus). För att kärrhökarna ska kunna behållas i ett eget släkte delas därför Accipiter delas upp i flera mindre släkten, däribland Astur.

## Status
IUCN erkänner den inte som art, varför den inte placeras i någon hotkategori.